# Triumph Model X-serie
De Triumph Model X-serie was een serie lichte motorfietsen die het Britse merk Triumph produceerde van 1930 tot 1934. Ze was bedoeld als goedkoop vervoer in de eerste crisisjaren maar werd beëindigd toen Val Page als nieuwe hoofdconstructeur in 1935 zijn eigen modellen presenteerde. 

## Voorgeschiedenis
Triumph had in haar geschiedenis slecht één tweetaktmodel gemaakt, het Model LW dat van 1914 tot 1925 werd geproduceerd en dat in zijn laatste versie 250 cc mat. Het lichtste model in 1930 was het 300cc-Model WS 3 met zijklepmotor.

## Model X
Zo kort na de beurskrach van 1929 en het verschijnen van de BSA Model A-serie met 175cc-tweetaktmotor besloot Triumph om ook weer een lichte tweetakt op de markt te brengen om klanten met een kleine beurs tegemoet te komen. Daarvoor werden echter inbouwmotoren van Villiers uit Wolverhampton ingekocht. Het eerste model was het 174cc-Triumph Model X. Dit model had een zeer ruimtelijk frame, waar de Villiers-motor makkelijk in paste. Van een afstand leek het of het Model X een zadeltank had, maar in feite liep de dunne bovenste framebuis in een bocht over de tank heen.

### Motor
De motor was een dwarsgeplaatste, luchtgekoelde Villiers-eencilindertweetakt waarvan de carburateur aan de voorkant van de cilinder zat. De boring bedroeg 59,5 mm, de slag 62,5 mm waardoor de cilinderinhoud op 173,8 cc kwam. 

### Transmissie
Vanaf de krukas werd de Triumph-tweeversnellingsbak aangedreven. Daarop zat de kickstarter. De schakelhefboom zat helemaal aan de rechter voorkant van de tank. Vanaf de versnellingsbak dreef een ketting het achterwiel aan.

### Rijwielgedeelte
Het rijwielgedeelte bestond uit een dubbel wiegframe dat erg licht was door de zeer dunne buizen. De voorvork was de gebruikelijke webb-type vork van Triumph zelf. Achtervering was er niet. Voor en achter had de machine trommelremmen. 

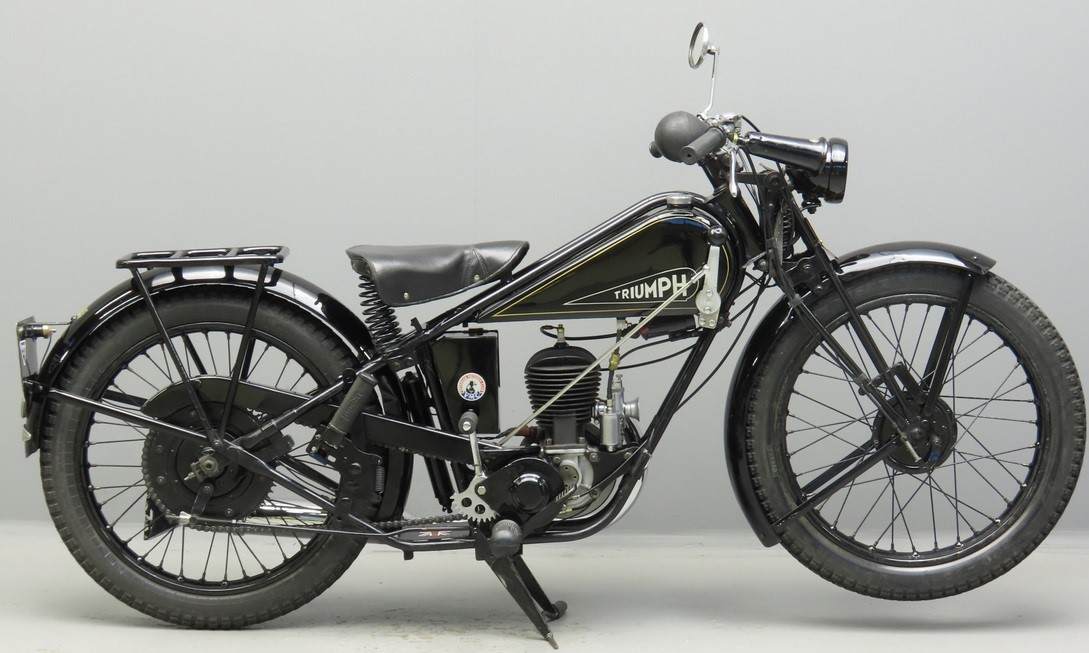
Model X uit 1930
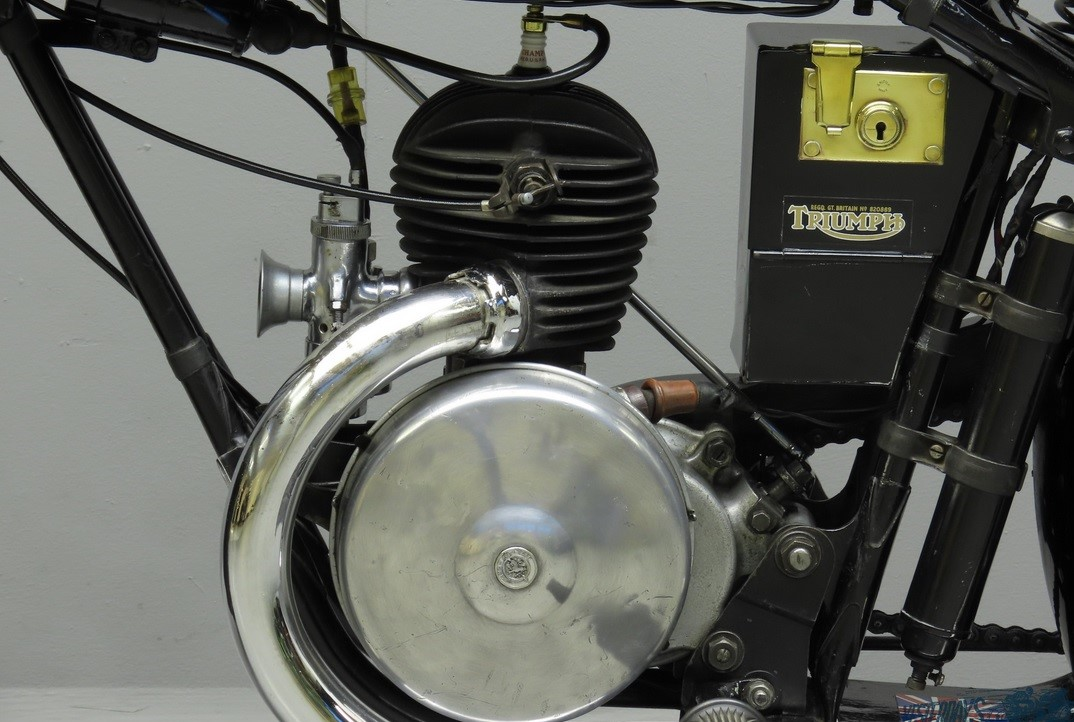
De linkerkant van het motorblok met het grote vliegwiel
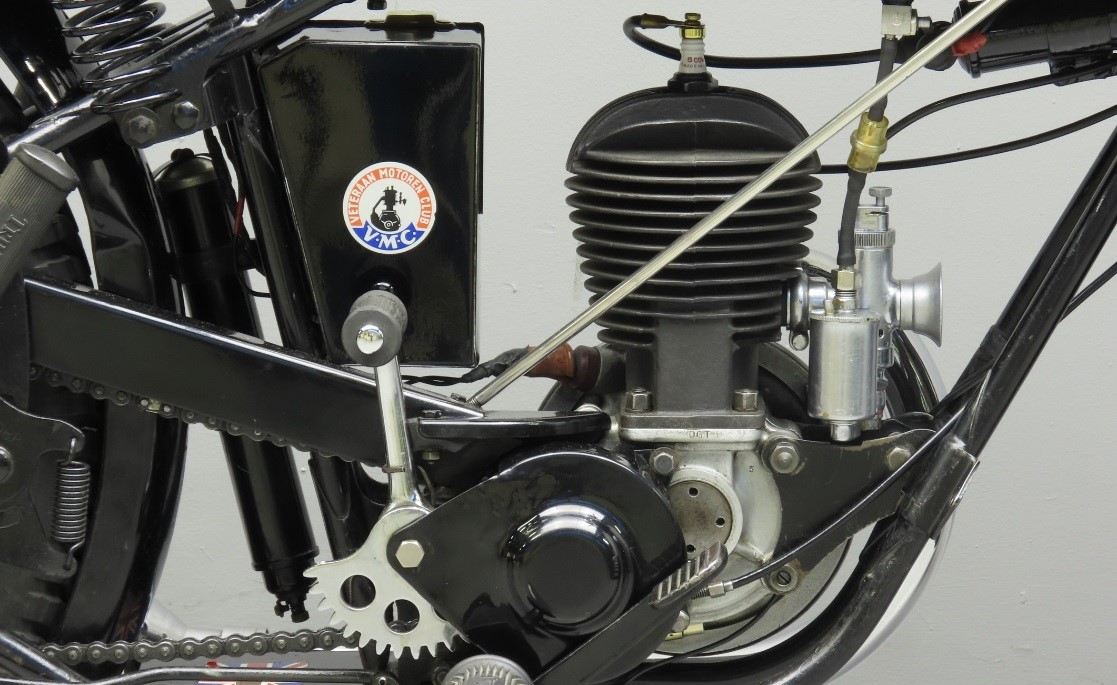
De rechterkant van het motorblok met de Kickstarter

## Model Z
In het kader van de economische crisis besloot de Britse regering in januari 1932 om de wegenbelasting te verlagen voor motorfietsen onder 150 cc. Triumph reageerde daarop door bij Villiers een motor met een kleinere boring te bestellen, waardoor de cilinderinhoud op 148,5 cc kwam. Dit werd het Triumph Model Z.

## Gloria motorfietsen
In 1932 begon Triumph ook met de productie van lichte motorfietsjes onder de merknaam "Gloria". Die naam werd al gebruikt voor fietsen en zijspannen die in de oude Triumph-fabriek aan Much Park Street in Coventry werden gebouwd. Het betrof 98- en 147cc-motorfietsjes, eveneens met Villiers-inbouwmotoren die van 1932 tot 1933 werden geproduceerd. 

## Model XO
Het Model XO uit 1933 was met zijn kopklepmotor duurder dan de tweetakten omdat Triumph het nodig vond om ook een goedkoop maar modern sportmodel op de markt te brengen. Daarom kreeg het ook een modieuze sloper-motor met voorover hellende cilinder. Met een boring van 56,6 mm en een slag van 59 mm mat het 145,3 cc. Het motorblok was eenvoudig opgebouwd, want door de accu-bobine-ontsteking was de kettingaandrijving voor de ontstekingsmagneet overbodig. De koelribben op de hellende cilinder lagen mooi "waterpas" en ook de merknaam "Triumph" was horizontaal op de cilinderkop aangebracht. Ook modern was het nieuwe dry-sump-smeersysteem, dat geen olietank had, maar een apart oliecompartiment aan de voorkant van het carter. Het frame was ten opzichte van de tweetaktmodellen ook verbeterd en de machine had nu een echte zadeltank.

## Model XV/1
Na het verschijnen van het Model XO besloot men om toch weer een tweetakt uit te brengen met de verbeterde techniek van de XO. De naam Model XV/1 verwijst vrijwel zeker naar de motor die men gepland had te gebruiken: de Villiers XVc met enkele uitlaatpoort om de prijs laag te houden. Die motor kwam echter te laat op de markt, zodat het Model XV/1 was voorzien van de duurdere Villiers 12c met dubbel uitlaatpoort. Toch kostte de XV/1 slechts 25 pond en 10 shilling, ruim 4 pond minder dan de goedkoopste XO. De Villiers 12c had een boring van 53 mm, een slag van 67 mm en een cilinderinhoud van 147,8 cc. Het Model XV/1 werd waarschijnlijk niet goed verkocht en werd alleen in 1934 geleverd. Het was voorlopig het laatste tweetaktmodel van Triumph. Pas in 1959 verscheen de Triumph Tigress-scooter met een 175cc-tweetaktmotor.

## Modellen XO 5/1 en XO 5/5
In 1934 werd het Model XO vervangen door vier versies. Het Model XO 5/1 was eigenlijk het basismodel, bedoeld als toermotor. Het Model XO 5/5 was het sportmodel met een swept back-uitlaat. 

## Modellen XO 7/1 en XO 7/5
Het Model XO 7/1 was de 175cc-versie van het Model XO 5/1, een toermodel met een boring van 61,5 mm in plaats van 56,5 mm. Het Model XO 7/5 was de sportuitvoering met omhooggebogen uitlaat. 
Alle XO-modellen werden standaard geleverd met Lucas-elektrische verlichting en de toermodellen hadden ook beenschilden. Ze hadden een drieversnellingsbak, maar tegen meerprijs was een vierversnellingsbak leverbaar. 

## Afbeeldingen

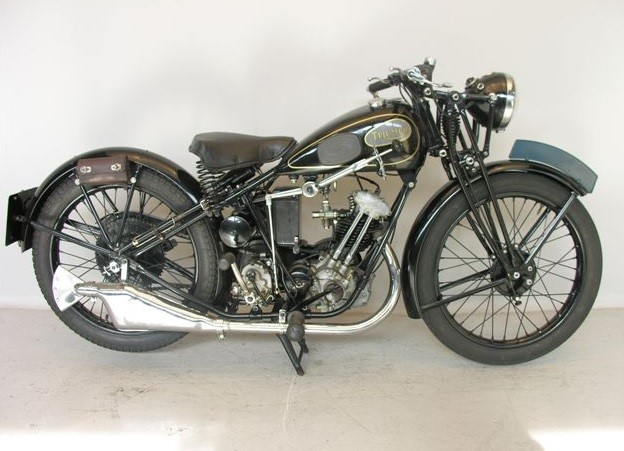
Het Model XO 5/1 was het basismodel van de 150cc-slopers
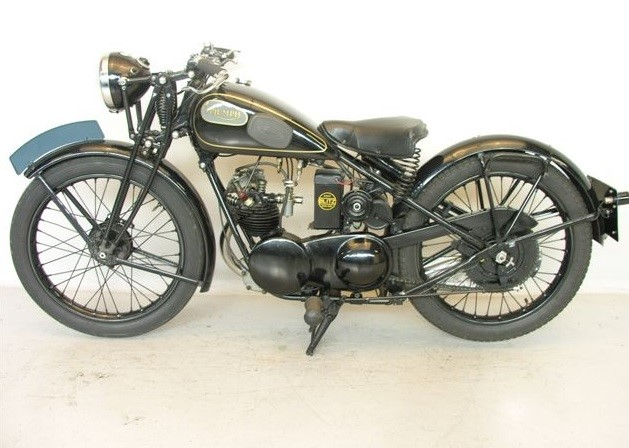
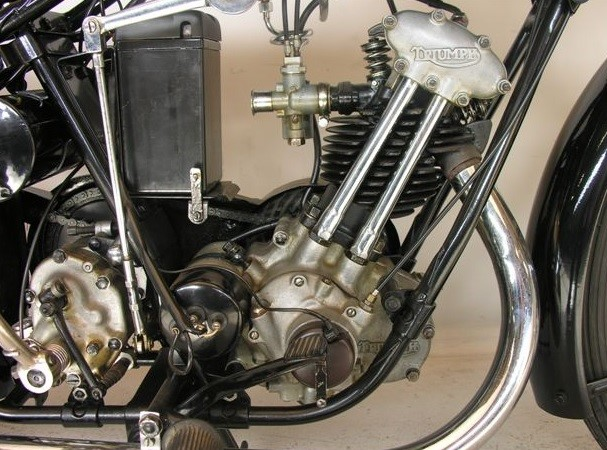
De rechterkant van het blok, met de stoterstangen, de carburateur, de accu en de bobine en de stroomverdeler. In de "bult" aan de voorkant van het blok zit de motorolie.
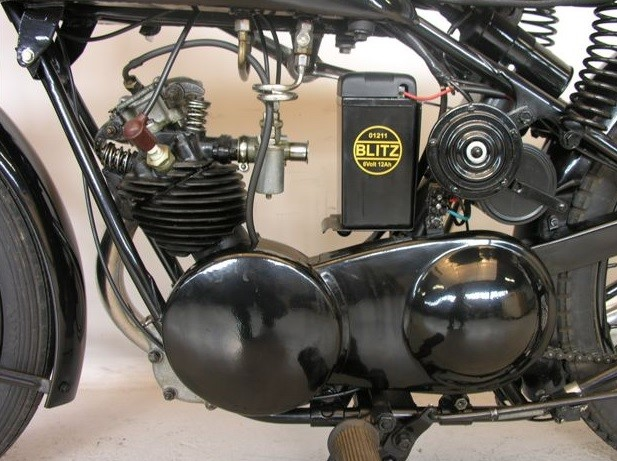
De linkerkant van het blok met de buitenliggende klepveren en het deksel van de primaire aandrijving.

## Technische gegevens
| Triumph Model          | X                                   | Z                                   | XV/1                                |                            | XO                         | XO 5/1                     | XO 5/5                     | XO 7/1                     | XO 7/5 |
| ---------------------- | ----------------------------------- | ----------------------------------- | ----------------------------------- | -------------------------- | -------------------------- | -------------------------- | -------------------------- | -------------------------- | ------ |
| Motortype              | Tweetaktmotor                       | Tweetaktmotor                       | Tweetaktmotor                       | Stoterstangen kopklepmotor | Stoterstangen kopklepmotor | Stoterstangen kopklepmotor | Stoterstangen kopklepmotor | Stoterstangen kopklepmotor |        |
| Periode                | 1930-1932                           | 1932                                | 1934                                | 1933                       | 1934                       | 1934                       | 1934                       | 1934                       |        |
| Categorie              | Toer                                | Toer                                | Toer                                | Toer/Sport                 | Toer                       | Sport                      | Toer                       | Sport                      |        |
| Bouwwijze              | Dwarsgeplaatste staande eencilinder | Dwarsgeplaatste staande eencilinder | Dwarsgeplaatste staande eencilinder | Sloper                     | Sloper                     | Sloper                     | Sloper                     | Sloper                     |        |
| Koeling                | Lucht                               | Lucht                               | Lucht                               | Lucht                      | Lucht                      | Lucht                      | Lucht                      | Lucht                      |        |
| Boring                 | 59,5 mm                             | 55,5 mm                             | 53 mm                               | 56,6 mm                    | 56,6 mm                    | 56,6 mm                    | 61,5 mm                    | 61,5 mm                    |        |
| Slag                   | 62,5 mm                             | 62,5 mm                             | 67 mm                               | 59,0 mm                    | 59,0 mm                    | 59,0 mm                    | 59,0 mm                    | 59,0 mm                    |        |
| Cilinderinhoud         | 173,8 cc                            | 148,5 cc                            | 147,8 cc                            | 145,3 cc                   | 145,3 cc                   | 145,3 cc                   | 175,3 cc                   | 175,3 cc                   |        |
| Carburateur(s)         | Onbekend                            | Onbekend                            | Onbekend                            | Onbekend                   | Onbekend                   | Onbekend                   | Onbekend                   | Onbekend                   |        |
| Smeersysteem           | Mengsmering                         | Mengsmering                         | Mengsmering                         | Dry-sumpsysteem            | Dry-sumpsysteem            | Dry-sumpsysteem            | Dry-sumpsysteem            | Dry-sumpsysteem            |        |
| Ontstekingssysteem     | Magneet                             | Magneet                             | Magneet                             | Accu-bobine                | Accu-bobine                | Accu-bobine                | Accu-bobine                | Accu-bobine                |        |
| Fiscaal vermogen       | 1,74 pk                             | 1,48 pk                             | 1,48 pk                             | 1,45 pk                    | 1,45 pk                    | 1,45 pk                    | 1,75 pk                    | 1,75 pk                    |        |
| Primaire aandrijving   | Tandwielen                          | Tandwielen                          | Tandwielen                          | Ketting                    | Ketting                    | Ketting                    | Ketting                    | Ketting                    |        |
| Versnellingen          | 2                                   | 2                                   | 2                                   | 3 of 4                     | 3 of 4                     | 3 of 4                     | 3 of 4                     | 3 of 4                     |        |
| Secundaire aandrijving | Ketting                             | Ketting                             | Ketting                             | Ketting                    | Ketting                    | Ketting                    | Ketting                    | Ketting                    |        |
| Rijwielgedeelte        | Dubbel wiegframe                    | Dubbel wiegframe                    | Dubbel wiegframe                    | Dubbel wiegframe           | Dubbel wiegframe           | Dubbel wiegframe           | Dubbel wiegframe           | Dubbel wiegframe           |        |
| Voorvork               | Webb-type Triumph                   | Webb-type Triumph                   | Webb-type Triumph                   | Webb-type Triumph          | Webb-type Triumph          | Webb-type Triumph          | Webb-type Triumph          | Webb-type Triumph          |        |
| Achtervork             | Star                                | Star                                | Star                                | Star                       | Star                       | Star                       | Star                       | Star                       |        |
| Remmen                 | Trommelremmen                       | Trommelremmen                       | Trommelremmen                       | Trommelremmen              | Trommelremmen              | Trommelremmen              | Trommelremmen              | Trommelremmen              |        |
| Tankinhoud             | Onbekend                            | Onbekend                            | Onbekend                            | 6,9 liter                  | 6,9 liter                  | 6,9 liter                  | 6,9 liter                  | 6,9 liter                  |        |